# Ola Afolabi
Ola Afolabi (* 15. März 1980 in London) ist ein britischer Boxer nigerianischer Herkunft und ehemaliger Weltmeister der IBO im Cruisergewicht.
Afolabi wurde 2002 Profi und kämpfte vorwiegend in den USA, seit 2003 im Cruisergewicht. Seine erste Niederlage erlitt er im März 2003 nach Punkten gegen Allan Green. Am 19. August 2005 gelang ihm ein Punktesieg gegen den Amateurweltmeister von 1999, Michael Simms. Im November desselben Jahres gelang ihm zudem ein t.K.o.-Sieg in Runde 7 gegen Orlin Norris.
Im April 2008 bezwang er den bis dahin ungeschlagenen Eric Fields (11-0) durch t.K.o. in Runde 10. Am 14. März 2009 konnte er Enzo Maccarinelli (29-2) durch K. o. in der neunten Runde besiegen. Anschließend erhielt er die Chance gegen den amtierenden Weltmeister der WBO Marco Huck anzutreten, verlor diese Begegnung jedoch nach Punkten.
Am 3. März 2012 gewann er den Kampf um die Interimsweltmeisterschaft der WBO durch t.K.o. in der fünften Runde gegen den Russen Waleri Brudow (39-3). Der Titelkampf am 5. Mai 2012 in Erfurt, erneut gegen Marco Huck, endete unentschieden und Huck behielt den WBO-Weltmeistertitel. Auch ein drittes Duell gegen Huck verlor er am 8. Juni 2013 nach Punkten durch Mehrheitsentscheid.
Am 4. November 2015 wurde Afolabi durch einen Sieg gegen Rakhim Chakhkiev (24-1) Weltmeister des Verbandes IBO. Er verlor seinen Titel am 27. Februar 2016 gegen den ehemaligen WBO-Weltmeister Marco Huck nach der 10. Runde durch Aufgabe.

## Karriere
Afolabi begann seine professionelle Karriere im Jahr 2002 und kämpfte im Super-Mittelgewicht und im Halbschwergewicht. Im Jahr 2003 wurde er von Allan Green überholt, was ihn 2004 zum Vollzeit-Wechsel ins Cruisergewicht veranlasste. Er besiegte einen Schwergewichts-Schläger, Willie Chapman, sowie James Walton und Michael Simms. Er schlug auch den ehemaligen Cruisergewicht-Champion Orlin Norris.
Der Sieg, der ihn ins Rampenlicht rückte, kam über den ungeschlagenen Golden Gloves Champion Eric Fields, den er 2008 KO bekam. Er wurde sofort zu einem Werbevertrag mit Duva Boxing verpflichtet. Afolabi machte sein nationales Fernsehdebüt bei ESPN's Friday Night Fights und gewann eine einstimmige Entscheidung über DeLeon Tinsley.
Im März 2009 erzielte er einen weiteren KO durch den Sieg über den ehemaligen WBO-Weltmeister im Cruisergewicht Enzo Maccarinelli, um den Interim WBO Cruiserweight Titel in Manchester, England zu erlangen.
Sein guter Lauf endete mit einer sehr knappen Entscheidung gegen Marco Huck in Deutschland.
Nach seinem vierten Kampf mit Huck, einem 10. Runde Stop-Verlust, beschloss Afolabi, seinen Rücktritt anzukündigen.

## Liste der Profikämpfe
| Jahr | Tag           | Ort                                                       | Gegner/Kampfziel                                      | Ergebnis für Afolabi           |
| ---- | ------------- | --------------------------------------------------------- | ----------------------------------------------------- | ------------------------------ |
| 2002 | 14. Februar   | Marriott Hotels, Irvine (Kalifornien), USA                | Gerard Barber                                         | Unentschieden (4 Runden)       |
| 2002 | 11. Juli      | HP Pavilion at San Jose, San Jose (Kalifornien), USA      | Tom Perea                                             | Punktsieg (4 Runden)           |
| 2003 | 7. Februar    | Radisson Hotel, Fresno (Kalifornien), USA                 | Joe Mendoza                                           | Punktsieg (4 Runden)           |
| 2003 | 8. März       | Marconi Automotive Museum, Tustin (Kalifornien), USA      | Allan Green                                           | Punktniederlage (4 Runden)     |
| 2003 | 11. April     | Radisson Hotel, Fresno (Kalifornien), USA                 | Alejandro Rafael Virgen                               | Punktsieg (4 Runden)           |
| 2003 | 5. September  | Stardust (Hotel und Kasino), Las Vegas, USA               | Anthony Russell                                       | Unentschieden (4 Runden)       |
| 2004 | 13. Februar   | Fort Cheyenne Casino, Las Vegas, USA                      | Germain Thedford                                      | Punktsieg (4 Runden)           |
| 2004 | 23. April     | Orleans Hotel and Casino, Las Vegas, USA                  | Gustavo Arroyo                                        | Sieg / TKO 2. Runde            |
| 2004 | 9. Juli       | Gold Coast Hotel and Casino, Las Vegas, USA               | Man Semou Diouf                                       | Sieg / KO 5. Runde             |
| 2004 | 27. August    | Orleans Hotel and Casino, Las Vegas, USA                  | Carlos Raul Ibarra                                    | Punktsieg (4 Runden)           |
| 2004 | 5. November   | Gold Coast Hotel and Casino, Las Vegas, USA               | Willie Chapman                                        | Sieg / TKO 2. Runde            |
| 2005 | 14. Januar    | Casino Resort Spa, Rancho Mirage, USA                     | Jonathan Young                                        | Unentschieden (6 Runden)       |
| 2005 | 27. Mai       | Gold Coast Hotel and Casino, Las Vegas, USA               | James Walton                                          | Punktsieg (4 Runden)           |
| 2005 | 19. August    | Gold Coast Hotel and Casino, Las Vegas, USA               | Michael Simms                                         | Punktsieg (8 Runden)           |
| 2005 | 3. November   | 4th and B, San Diego, USA                                 | Orlin Norris                                          | Sieg / TKO 7. Runde            |
| 2008 | 12. April     | Emerald Queen Casino, Tacoma (Washington), USA            | Eric Fields vakante WBO-NABO-Meisterschaft            | Sieg / TKO 10. Runde           |
| 2008 | 15. August    | Ibiza Nightclub, Washington, USA                          | DeLeon Tinsley                                        | Punktsieg (8 Runden)           |
| 2009 | 14. März      | Manchester Evening News Arena, Manchester, Großbritannien | Enzo Maccarinelli WBO-Interim-Weltmeisterschaft       | Sieg / KO 9. Runde             |
| 2009 | 5. Dezember   | MHPArena, Ludwigsburg, Deutschland                        | Marco Huck WBO-Titelverteidigung                      | Punktniederlage (12 Runden)    |
| 2010 | 16. Oktober   | O2 World Hamburg, Hamburg, Deutschland                    | Sandro Siproshvili                                    | Punktsieg (10 Runden)          |
| 2011 | 19. März      | Lanxess-Arena, Köln, Deutschland                          | Lubos Suda vakante WBO-Intercontinental-Meisterschaft | Sieg / TKO 5. Runde            |
| 2011 | 2. Juli       | Volksparkstadion, Hamburg, Deutschland                    | Terry Dunstan WBO-Intercontinental-Titelverteidigung  | Sieg / KO 1. Runde             |
| 2011 | 10. September | Stadion Miejski, Wrocław, Polen                           | Lukasz Rusiewicz                                      | Punktsieg (8 Runden)           |
| 2012 | 3. März       | ESPRIT arena, Düsseldorf, Deutschland                     | Valery Brudov WBO-Interim-Weltmeisterschaft           | Sieg / Aufgabe 5. Runde        |
| 2012 | 5. Mai        | Erfurter Messe, Erfurt, Deutschland                       | Marco Huck WBO-Weltmeisterschaft                      | Unentschieden (12 Runden)      |
| 2013 | 8. Juni       | Max-Schmeling-Halle, Berlin, Deutschland                  | Marco Huck WBO-Weltmeisterschaft                      | Punktniederlage (12 Runden)    |
| 2013 | 2. November   | Madison Square Garden Theater, New York City, USA         | Łukasz Janik vakante IBO-Weltmeisterschaft            | Punktsieg (12 Runden)          |
| 2014 | 26. Juli      | Madison Square Garden, New York City, USA                 | Anthony Caputo Smith                                  | Sieg / Aufgabe 3. Runde        |
| 2015 | 10. April     | Villa La Ñata Sporting Club, Buenos Aires, Argentinien    | Victor Emilio Ramírez IBF-Interim-Weltmeisterschaft   | Punktniederlage (12 Runden)    |
| 2015 | 4. November   | Tatneft-Arena, Kasan, Russland                            | Rakhim Chakhiev IBO-Weltmeisterschaft IBF-Eliminator  | Sieg / KO 5. Runde             |
| 2016 | 27. Februar   | Gerry-Weber-Stadion, Halle (Westf.), Deutschland          | Marco Huck IBO-Titelverteidigung                      | Niederlage / Aufgabe 10. Runde |